# Трастевере
Трасте́вере (на италиански: Trastévere, от латински: trans Tiberim – „отвъд Тибър“) е един от районите на историческия център на Рим, разположен на западния бряг на река Тибър и заемащ източната част от хълма Яникул. Обозначава се с абревиатурата R. XIII.

## История
В дълбока древност този бряг на Тибър е населяван от етруските; впоследствие се заселват чужденци, основно сирийци и евреи. През 7 г. пр. Хр. император Октавиан Август обособява Трастевере в отделен район на Рим, а по времето на император Аврелиан районът е включен в състава на новите градски стени.

## Забележителности
- Санта Мария ин Трастевере – базилика, построена през ІІІ век, основно преустроена през ІV и ХІІ век. През 1140 г. горната част на купола в апсидата е украсена с мозайка: Христос на златен фон, в обкръжението на Дева Мария, апостолите, светци и папа Инокентий II с макет на църквата в ръце. Под фриза, изобразените сцени от живота на Мария са дело на Пиетро Кавалини (1291 г.). В централния неф има колонада от 22 колони в йонийски стил, взети от термите на Каракала. Фасадата на църквата е украсена с мозайка на Кавалини, изобразяваща Богородица сред 10 светци.
- Санта Чечилия ин Трастевере – базилика, построена през 822 г. по времето на понтификата на папа Пасхалий І (817 – 824), реставрирана и преустройвана през 1725, 1823, 1955 и 1980 г. Пред олтара на църквата се намира мраморната статуя „Мъченичеството на Света Цецилия“, работа на Стефано Мадерно (1599 – 1600 г.). В църквата се намират и фрагменти от фреската „Страшният съд“ на Пиетро Кавалини (1293 г.).
- Сан Кризогоно – базилика, построена върху антични развалини през 499 г. при папа Силвестър I, преустроена е през 1129 г. (от този период е запазена камбанарията и мозаечния под в стил козматеско), и през 1626 г. в стил барок.
- Сан Франческо а Рипа – базилика, построена през 1231 г. и основно преустроена през 1682 – 1689 г. Най-голямата забележителност е скулпурата „Екстазът на блажената Людовика Албертони“, работа на Джан Лоренцо Бернини (1674).
- Музей на Рим в Трастевере – музей, посветен на живота на римляните през XVIII-XIX век. Намира се на Piazza Sant’Egidio № 1/b. Притежава богата експозиция от скулптури, гравюри, живопис и фотографии.
- Вила Фарнезина – паметник на архитектурата и живописта от епохата на Късния ренесанс. Построена през 1506 – 1510 г. за сиенския банкер Агостино Киджи по проект на Балдасаре Перуци. Стенописите във вилата са дело на художниците Рафаело, Джулио Романо, Себастиано дел Пьомбо и Содома.